# Frederik Christian Bornemann
Frederik Christian Bornemann (født 18. oktober 1810 i København, død 6. oktober 1861 sammesteds) var en dansk retslærd, søn af professor M.H. Bornemann og bror til Georg og Johan Bornemann.

## Uddannelse og karriere
Bornemann nød undervisning i Metropolitanskolen og dimitteredes fra denne til Københavns Universitet 1827 med udmærkelse. Med samme udfald bestod han året efter den filosofiske eksamen. Han studerede derefter retsvidenskaben, men fortsatte tillige, levende bevæget af tidens åndelige rørelser, studiet af filosofien. I Året 1833 tog han den juridiske embedseksamen, ved hvis teoretiske del han hædredes med udmærkelse. I begyndelsen af 1834 ansattes han som volontør i Danske Kancelli, men tiltrådte allerede samme efterår med offentlig understøttelse en toårig rejse til Frankrig og Tyskland, under hvilken han beskæftigede sig med studiet af retsvidenskaben og filosofien, særlig ved det sidste lands berømteste universiteter. I året 1839 tog han den juridiske licentiatgrad, blev kort efter kancellist i Danske Kancelli, men ansattes allerede samme år som lektor ved det juridiske fakultet og viede derefter sine manddomsår til den akademiske lærervirksomhed, fra hvilken han 22 år efter bortkaldtes ved en tidlig død, 6. oktober 1861. I året 1840 var han blevet udnævnt til professor ekstraordinær i lovkyndigheden og 1844 til professor ordinær, hvilket medførte hans indtræden i Konsistorium. I året 1848-49 var han universitetets rektor, fungerede som prorektor i 1851 efter H.C. Ørsteds død og valgtes efter konsistoriums omdannelse to gange senere til rektorembedet, som han beklædte det år, han døde. I året 1846 udnævntes han til ekstraordinær assessor i Højesteret og 1856 til etatsråd. 1852 blev han Ridder af Dannebrog og 1860 Dannebrogsmand.
Han ægtede 1839 konferensråd, professor Laurids Engelstofts adoptivdatter, Mette Marie Engelstoft, som døde allerede i året 1846. I året 1849 ægtede han Elvire Marie Anna Adolphine Préalle, datter af fransk emigrant Préalle, institutbestyrer i Slesvig, senere i Kiel.

## Lærergerning
Som universitetslærer må Bornemann regnes blandt de ypperste, det juridiske fakultet har at nævne, og den Indflydelse, han har øvet på det juridiske studium og derved middelbart på det praktiske retsliv, er meget betydelig. Af retsvidenskabens to foryngelseskilder, retshistorien og retsfilosofien, var han efter sit hele anlæg og udvikling naturlig kaldet til at øse af den sidste, og til at gøre dette med udbytte for rettens teori og praksis besad han i en sjælden grad forudsætningerne. Udgået fra et hjem, hvor almene åndelige interesser havde et fristed, under omgang med en fader, for hvem rettens universelle problemer vare den daglige syssel, og allerede fra skolen i nært venskabsforhold til en åndsfælle som Hans Lassen Martensen fik han tidlig interesse for filosofiske studier. Sin bestemte retning fik denne interesse ved den fra Hegel udgåede fornyelse af filosofien, der i Bornemanns ungdomsår blev en af det åndelige livs bærere også hos os. Men i ikke mindre grad besad han forudsætninger for den vanskelige opgave at gøre den videnskabelig begrundede overgang fra filosofiens almene, abstrakte og teoretiske udgangspunkter til det positive, konkrete og praktiske, som hører retten til, i en klar, omhyggelig og dybtgående tænkning, i en levende retssans og ikke mindst i den lette forståelse af det virkelige retslivs praktiske forhold, uden hvilken opgaven vilde være uløselig. Medens fra begyndelsen det almene og abstrakte trådte stærkest frem, forandrede forholdet sig lidt efter lidt i løbet af hans akademiske lærervirksomhed, i det dog stedse dennes filosofiske grundkarakter bevaredes, og i samme grad voksede hans indflydelse på retsstudiet. 
At Bornemann tog den almindelige retslære i arv efter sin far, var naturligt. Han fik her den gunstigste lejlighed til at forsøge den fornyelse af videnskaben på spekulativ grund, som han i det indledningsforedrag, hvormed han 1839 åbnede sin lærervirksomhed (Saml. Skr. V, 3 ff.), havde betegnet som sit mål. Han foredrog først den nyere retsfilosofis historie (Saml. Skr. V, 481 ff.), særlig dvælende ved Kant og Fichte og ved betydningen af det skridt, der var sket ved Hegel. I systemet selv begrundede han dernæst sit eget hovedsynspunkt om retten som et objektivt sædelighedsrige, som samfundets sædelighed, skilt fra moralen som individets sædelighed. Denne udvikling forelagde han i omhyggelig og åndfuld udarbejdelse i sit 1845 trykte universitetsprogram: Om Retsordenens Natur og Væsen. Under det stadig tilbagevendende foredrag af den almindelige retslære blev dette grundlag væsentlig uforandret, medens den ovenfor antydede udvikling trådte frem ved gennemførelsen af den ledende tanke i de enkelte retlige livsforhold. Mange er de stadier, igennem hvilke det hele systems fremstilling, mere og mere uddybet ved egen granskning og påvirkning særlig af den tankebeslægtede tyske retsfilosof Friedrich Julius Stahl, efterhånden antog den skikkelse, i hvilken det foreligger i det 1. bind af de efter hans død trykte Samlede Skrifter, og i hvilken det på intet punkt står uden for retsvidenskaben, men overalt viser sig som et for det virkelige retsliv frugtbringende led af denne.
Af den positive danske rets discipliner var det arveretten og strafferetten, som blev Bornemanns lærefag, og hvis fremstilling han med overlegen hånd formede efter sin videnskabelige plan. Forelæsningerne over arveretten, først på grundlag af Christian V's Danske Lov, senere af arveforordningen 21. maj 1845, og i denne sidste skikkelse trykt i Saml. Skr. II med nogle eksegetisk betydningsfulde tillæg af den ældre fremstilling, er et arbejde af sjælden videnskabeligt værd, i hvilket dybtgående belysning af principperne (arverettens forhold til de sædelige familieforbindelser, universalsuccessionens væsen med mere) forener sig med skarpsindig eksegese af de positive lovbud, alt i en fremstillingsform, der gør læsningen ualmindelig tiltrækkende. Medens arbejdet i sin helhed først blev offentliggjort efter hans død, havde han i universitetsprogrammet 1851 meddelt to afsnit af det.

## Bornemann som kriminalist
Det er dog navnlig til behandlingen af den danske strafferet, et mere omfattende og selvstændigt led af den danske rets system, at Bornemanns navn er knyttet, og som "Kriminalisten", at han længst vil mindes. Allerede som ung kandidat (1834) havde han i Maanedsskrift for Litteratur XII offentliggjort en kriminalretlig afhandling, Bemærkninger om Censuren i Danmark, foranlediget ved de nyeste Forhandlinger om denne Gjenstand, og på den for ham ejendommelige, indgående måde kritisk belyst de overfladiske ræsonnementer, der her, som det så let går i emner, politikken bemægtiger sig, havde fået kurs. Emnet for sin licentiatdisputats (1839) hentede han også fra strafferetten i bortførelsesforbrydelsen ("crimen raptus", Saml. Skr. V, 94 ff.). At han gjorde denne sjælden forekommende, i de dagældende love uomtalte forbrydelse til genstand for en udførlig monografisk behandling, vakte den gang forbavselse hos mange, der heri så et vidnesbyrd om en fra det praktiske retsliv bortvendt, doktrinær åndsretning. Det virkelige forhold var, at han måtte vælge et emne, der åbnede frihed for konstruktion ud fra almene synspunkter og lovgivningens grundsætninger, for at han for sig selv og andre kunne give en prøve på, hvad han forstod ved den fornyelse af retsvidenskaben, som han kort efter ved tiltrædelsen af sin lærergerning forkyndte som opgaven. Så lidet praktisk i en vis forstand emnet end var, er afhandlingen dog i høj grad lærerig ved de undersøgelser om forbrydelserne mod friheden i almindelighed og særlig mod kvindens kønsfrihed, som den indeholder, og som i de virkninger, der kunne spores af dem helt ned i den nugældende straffelov, have dokumenteret netop deres praktiske vigtighed. Den fulde lejlighed til at gennemføre sin videnskabelige plan på strafferettens område fik han, i det det i hele hans universitetstid tilfaldt ham at holde forelæsninger over den. Han udtaler selv, at han betragter det som en lykke, at denne disciplin tilfaldt ham, fordi "dens Begrundelse på en saare øjensynlig Maade kræver Filosofiens Hjælp", og den "ret egentlig tvinger til Spekulation over dens Princip, naar vi ej skulle famle om i idel Uvished over et af Menneskehedens vigtigste praktiske Anliggender". Også i den henseende stillede forholdene sig gunstig for ham, at netop ved den tid, da han overtog foredraget af strafferetten, denne undergik en foryngelse ved systematiske straffeanordninger, forberedt og iværksat af A.S. Ørsted. At nu Bornemanns forelæsninger over strafferetten fuldt ud løste den opgave, han selv havde stillet sig, at de i lige høj grad have almenvidenskabeligt værd og praktisk betydning for lovgivning og retsanvendelse, var en erkendelse, der efterhånden banede sig vej i vide kredse, uagtet han selv af kriminalistiske arbejder, foruden en til Trykkefrihedsselskabet 1844 afgiven betænkning om pressens tilstand (Saml. Skr. V, 49 ff.), kun forelagde offentligheden et enkelt afsnit af strafferettens almindelige del, nemlig meddelagtighedslæren (universitetsprogram 1860), medens forelæsningerne som helhed først offentliggjorde s efter hans død i Saml. Skr. 3. og 4. Bd. Et udtryk fik denne anerkendelse deri, at den til udarbejdelse af en ny straffelov i 1859 nedsatte kommission enstemmig androg på, at han, der ikke straks havde fået sæde i den, måtte opfordres til at tiltræde den. Dette skete, og herved fik han, der ofrede arbejdet i kommissionen betydelig kraft, en afgørende indflydelse på mange dele af den nye, først flere år efter hans død emanerede straffelov. Dels umiddelbart, dels middelbart kan denne derfor siges at stå som afslutning af det af Bornemann bårne udviklingstrin af strafferetsvidenskaben hos os, på lignende måde som i sin tid de systematiske straffeanordninger fra århundredets 3. og 4. decennium vare frugten af ørsteds kriminalistiske arbejder. Det forringer selvfølgelig ikke betydningen af Bornemanns livsgerning på strafferettens område, at videnskaben i sin udvikling har sat mange af de resultater under debat, hvortil han var nået, og at nye synspunkter stræbe at gøre sig gældende. Også er det kun, hvad der følger af den gamle sandhed: ars longa, vita brevis, når det nu kan findes, at Bornemanns videnskabelige resultater ikke altid ere blevne således korrigerede af det praktiske livs krav, som må ønskes ved overførelse i lovgivningen, noget, som fx særlig er føleligt i det af hans meddelagtighedslære stærkt påvirkede 5. kapitel i straffeloven, der turde have en mere kompliceret skikkelse end fornødent, eller når man, især i strafferettens specielle del, for en del savner den impuls til nye undersøgelser, som en fordybelse i domstolenes praksis giver i så rigt mål. Det står fast, at Bornemann har ført den danske strafferet fremad til et højere trin, og det vil sige meget på et område, hvor han havde en sådan forgænger som Ørsted.

## Folkeretslig forfatter
Endnu et fag havde Bornemann at foredrage ved universitetet, nemlig folkeretten. Hans forelæsninger herover findes optagne i Saml. Skr. V, 213 ff. At der i disse forelæsninger over et bifag ikke kunne være tale om at yde noget egentlig nyt lige over for den store europæiske folkeretslitteratur, siger sig af sig selv. De dybere undersøgelser, dette ville have forudsat, gave forholdene ham ikke tid eller lejlighed til. Men medens han vel i det hele har fulgt foreliggende forbilleder, særlig August Wilhelm Heffter og Henry Wheaton, fortjener det dog at bemærkes, bl.a. lige over for den ofte mod ham fremsatte anke, at han ikke tilstrækkelig underordnede sig den positive ret, at han netop stærkt opponerer mod den hos folkeretslærerne ikke ualmindelige tilbøjelighed til at fremstille deduktioner af almindelige principper som gældende folkeret i strid med den folkeretlige sædvane. Han har derved ydet sit bidrag til at hævde folkerettens behandling fra retlige, ikke politiske synspunkter.
Universitetsvirksomheden var det centrale i Bornemanns livsgerning. Hans bidrag til retslitteraturen, medens han levede, var forholdsvis ikke mange. Men han opfattede universitetsundervisningen ikke blot som et "Oplagssted for Kundskaber", men som "den befrugtende Jordbund, der gjemmer og giver den første Udvikling til de Spirer, der udfolde sig til mægtige Væxter i Litteraturen", og derfor kunne den for ham blive en så betydningsfuld videnskabelig opgave. Men universitetet nævner ham ikke blot som en af de ypperste lærere, det har besiddet, men også som den, der i universitetsadministrationen har båret en byrde som få. De betænkninger, erklæringer m. v., han som referendarius har afgivet i universitetsanliggender, er mønstre, og deres resultater er endnu i vigtige punkter rettesnor i universitetets retsforhold.
Han er begravet på Assistens Kirkegård. der findes et portrætmaleri af J.E. Åkerberg 1850 i privateje; kopi heraf af Nicoline Tuxen 1907 på Universitetet. Daguerreotypi fra ca. 1850 er grundlag dels for et litografi, dels, gennem en tegning af Henrik Olrik, for et træsnit 1861.
| Foregående: Christian Thorning Engelstoft | Rektor for Københavns Universitet 1848 - 1849 | Efterfølgende: Sophus August Vilhelm Stein |
| Foregående: Johan Georg Forchhammer       | Rektor for Københavns Universitet 1859 - 1861 | Efterfølgende: Carl Emil Scharling         |

## Ekstrerne henvisninger
- Bornemann, Frederik Christian i Salmonsens Konversationsleksikon (2. udgave, 1915)
- Frederik Christian Bornemann på gravsted.dk